# 杨柳湖 (南京)
杨柳湖，是南京市江宁区的湖泊。古时水域浩渺，西汉时因湖周物产丰饶而置胡孰县，湖名刘阳湖。后因历代围垦，现面积仅剩0.3平方千米。